# チャン・ユンジョン (MC)
チャン・ユンジョン（張 允貞、장윤정、1970年8月16日 - ）は韓国の女性司会者である。大邱広域市出身。淑明女子大学校卒。1988年準ミス・ユニバース受賞者。身長172cm、体重53kg。趣味は、音楽鑑賞。特技は、舞踊。

## 来歴
慶北芸術高等学（경북예술고등학교 キョンボクイェスルコドゥンハッキョ）、淑明女子大学校（숙명여자대학교 スンミョンヨジャデハッキョ） 舞踊科（무용과 ムヨングァ）に進む。
1987年に「미스코리아 진 （ミス・コリア正賞）」受賞、翌1988年には台北市で開かれた「ミス・ユニバース世界大会」に出場し、準ミス・ユニバースを受賞。この大会で日本の坂口美津穂は第4位に入った。
これを受け、韓国3大キー局KBS（韓国放送公社）、MBC（韓国文化放送）、SBS（ソウル放送）を中心に多数の番組に出演してMC（司会・進行）を務める。結婚後は、現在に至るまで出演数を減らしている。

## おもな出演歴
司会
1988年-
- 하나 둘 셋 우리는 하이틴 （ハナ・ドゥル・セッ ウリヌン ハイティン）

いち・にっ・さん、私たちはハイティーン （MBC ラジオ）
- 전국은 지금 （チョングン チグム）

全国は今 （KBS）
- 저녁길의 FM （チョニョッギレFM）

チョニョックギルのFM （BBS）
1991年-
- 토요대행진 （トヨデヘンジン）

土曜オンパレード （KBS）
- 밤으로 가는 쇼 （パムロ ガヌン ショ）

晩に行くショー （KBS）
- 라디오 가요산책 （ラディオ ガヨサンチェック）

ラジオ歌謡散策 （KBS）
- 밤과 음악사이 （パムグァ ウマックサイ）

晩と音楽の狭間 （KBS）
- 퀴즈 주부대학 （キゥィズ ジュブデハク）

クイズ主婦大学 （KBS）
1995年-
- 우리 농축산물 대축제  （ウリ ノンチュクサンムル デチュクチェ）

私たちの農畜産物大祝祭 （MBC）
1996年-
- 생방송 아침  （センバンソン アチム）

生放送「朝」 （MBC）
- 토크쇼 스타가 되기까지  （トクショ スタガ トゥエンカジ）

トークショースターになるまで （MBC）
- 생방송-두여자  （センバンソン - トゥヨジャ）

生放送 - 2女 （MBC）
- 패션판타지아  （ペション パンタジア）

ファッションファンタジア （동아（東亜）TV）
- 코미디 전망대SBS （コミディ ジョンマンデ）

コメディー見晴し台 （SBS）
1998年-
- 즐거운 운전석  （チュルゲウン ウンジョンソク）

楽しい運転席 （TBC）
CM
1990年
- 태평양화학 テピョンヤンファハク（太平洋化学）